# УТК имени Банникова
Учебно-тренировочный комплекс имени В. Банникова — футбольный стадион в Киеве, расположенный недалеко от НСК Олимпийский. В первой половине сезона 2010/11 гг. на стадионе свои домашние матчи проводил киевский «Арсенал». В сезоне 2014/15 гг. и 2015/2016 на стадионе свои домашние матчи проводил донецкий «Олимпик». Также Олимпик выступал на арене после вылета в Первую лигу в 2021 году

## Расположение
Стадион расположен в центре города рядом с главным стадионом страны Олимпийским. Ближайшие станции метро: «Олимпийская» и «Печерская».
Адрес Лабораторный пер., 7 Б.

## История
Первые несколько лет своего существования стадион назывался «Верхним полем» Республиканского стадиона и использовался как тренировочная площадка. В 2004 году началась его перестройка в полноценную футбольную арену с трибунами, раздевалками, комментаторскими-кабинами, табло. Стадион является исключительно футбольным — без беговых дорожек вокруг поля. Вместимость: 1 678 мест, все из них оборудованы пластиковыми сиденьями и находятся под прозрачной пластиковой крышей. С 2005 года принимал матчи молодёжной сборной Украины, несколько матчей ФК «Оболонь» (2005), дублирующего состава «Динамо», а со второго круга сезона 2008/09 и домашние игры ФК «Арсенал».
Стадион назван в честь Виктора Максимовича Банникова — знаменитого вратаря (выступал за киевское «Динамо» и московское «Торпедо») и президента Федерации футбола Украины (1991—1996).
На стадионе проводятся матчи турнира памяти Виктора Банникова.
9 августа 2014 года на стадионе во время игры за ветеранскую команду умер Андрей Баль.